# Wickham (Hampshire)
Wickham è un paese di 4 816 abitanti e una frazione di Winchester nella contea dell'Hampshire, situata nel sud dell'Inghilterra tra Southampton e Portsmouth, non distante dalla costa.
Il paesaggio è dominato dai campi e dai boschi ubicati intorno alla piccola cittadina.